# همگام‌سازی با انتشار مرجع
همگام‌سازی با انتشار مرجع (به انگلیسی: Reference Broadcast Time Synchronization) نام الگوریتمی برای همگام‌سازی در شبکه‌های کامپیوتری بی‌سیم است که برخلاف پروتوکل‌ها و الگوریتم‌های دیگر همگام‌سازی، بر این مسئله تاکید دارد که هیچ سیستمی در شبکه وجود ندارد که مسئول ارسال ساعت به دیگر کامپیوترها باشد و فقط فرکانس ساعت گیرنده و فرستنده را یکسان می‌سازد.